# Национални фонд за демократију
Национални фонд за демократију (енгл. National Endowment for Democracy — NED) америчка је владина невладина организација коју финансира Конгрес САД. Приликом оснивања, преузео је неколико ранијих активности Централне обавештајне агенције (ЦИА). Политичке групе, активисти, академици и поједине владе назвали су га инструментом спољне политике савезне владе САД који помаже у подстицању промене режима.